# Atletica leggera ai XVII Giochi paralimpici estivi - 100 metri piani T12 maschili
Ai XVII Giochi paralimpici estivi la competizione dei 100 metri piani maschili T12 si è svolta nei giorni 30 e 31 agosto 2024 presso lo Stade de France di Parigi.

## Situazione pre-gara

### Record
Prima di questa competizione, il record del mondo, il record paralimpico e i record continentali erano i seguenti.
| Record              | Prestazione | Atleta                         | Data e luogo                         | Competizione                         |
| ------------------- | ----------- | ------------------------------ | ------------------------------------ | ------------------------------------ |
| Record mondiale     | 10"43       | Salum Ageze Kashafali Norvegia | 29 agosto 2021 Tokyo, Giappone       | XVI Giochi paralimpici estivi        |
| Record paralimpico  | 10"43       | Salum Ageze Kashafali Norvegia | 29 agosto 2021 Tokyo, Giappone       | XVI Giochi paralimpici estivi        |
| Record africano     | 10"75       | Adekunle Adesoji Nigeria       | 22 settembre 2004 Atene, Grecia      | XII Giochi paralimpici estivi        |
| Record panamericano | 10"50       | Noah Malone Stati Uniti        | 9 luglio 2023 Parigi, Francia        | Campionati mondiali paralimpici 2023 |
| Record asiatico     | 10"91       | Li Yansong Cina                | 4 settembre 2012 Londra, Regno Unito |                                      |
| Record europeo      | 10"43       | Salum Ageze Kashafali Norvegia | 29 agosto 2021 Tokyo, Giappone       | XVI Giochi paralimpici estivi        |
| Record oceaniano    | 12"18       | Fuata Faktaufon Figi           | 27 ottobre 2002 Busan, Corea del Sud |                                      |

### Campioni in carica
I campioni in carica a livello mondiale erano i seguenti.
| Campione    | Atleta                         | Prestazione | Data e luogo                   | Competizione                         |
| ----------- | ------------------------------ | ----------- | ------------------------------ | ------------------------------------ |
| Paralimpico | Salum Ageze Kashafali Norvegia | 10"43       | 29 agosto 2021 Tokyo, Giappone | XVI Giochi paralimpici estivi        |
| Mondiale    | Serkan Yildirim Turchia        | 10"53       | 18 maggio 2024 Kōbe, Giappone  | Campionati mondiali paralimpici 2024 |

### La stagione
Prima di questa gara, gli atleti con le migliori tre prestazioni mondiali dell'anno erano:
| Pos. | Atleta                                | Prestazione | Data e luogo                            |
| ---- | ------------------------------------- | ----------- | --------------------------------------- |
| 1    | Noah Malone Stati Uniti               | 10"34       | 23 giugno 2024 Chula Vista, Stati Uniti |
| 2    | Serkan Yildirim Turchia               | 10"53       | 18 maggio 2024 Kōbe, Giappone           |
| 3    | Joeferson Marinho de Oliveira Brasile | 10"67       | 18 aprile 2024 San Paolo, Brasile       |

## Risultati

### Batterie
Il primo di ogni batteria (Q) e l'atleta più veloce tra i non qualificati (q) passano in finale. Le tre batterie sono state corse il 30 agosto 2024.

#### Batteria 1
| Pos. | Corsia | Nome            | Nazionalità | Tempo | Note |
| ---- | ------ | --------------- | ----------- | ----- | ---- |
| 1    | 7      | Noah Malone     | Stati Uniti | 10"75 | Q    |
| 2    | 5      | Jaco Smit       | Sudafrica   | 11"12 |      |
| 3    | 3      | Marcos Vinícius | Brasile     | 11"61 |      |

#### Batteria 2
| Pos. | Corsia | Nome                     | Nazionalità | Tempo | Note                                     |
| ---- | ------ | ------------------------ | ----------- | ----- | ---------------------------------------- |
| 1    | 7      | Zac Shaw                 | Regno Unito | 11"15 | Q                                        |
| 2    | 1      | Kesley Teodoro           | Brasile     | 11"16 |                                          |
| 3    | 5      | Abdul Razzag Abdul Samad | Maldive     | 14"46 | Miglior prestazione personale stagionale |
| –    | 3      | Fernando Vázquez         | Argentina   | dq    | fp                                       |

#### Batteria 3
| Pos. | Corsia | Nome              | Nazionalità                 | Tempo | Note                                     |
| ---- | ------ | ----------------- | --------------------------- | ----- | ---------------------------------------- |
| 1    | 1      | Serkan Yıldırım   | Turchia                     | 10"89 | Q                                        |
| 2    | 7      | Joeferson Marinho | Brasile                     | 11"01 | q                                        |
| 3    | 3      | Roman Tarasov     | Atleti Paralimpici Neutrali | 11"07 | Miglior prestazione personale stagionale |
| 4    | 5      | Mouncef Bouja     | Marocco                     | 11"14 |                                          |

#### Riepilogo
| Pos.  | Batteria | Nome                     | Nazionalità                 | Tempo      | Note                                     |
| ----- | -------- | ------------------------ | --------------------------- | ---------- | ---------------------------------------- |
| 1     | 1        | Noah Malone              | Stati Uniti                 | 10"75      | Q                                        |
| 2     | 3        | Joeferson Marinho        | Brasile                     | 11"01      | q                                        |
| 3     | 3        | Roman Tarasov            | Atleti Paralimpici Neutrali | 11"07      | Miglior prestazione personale stagionale |
| 4     | 1        | Jaco Smit                | Sudafrica                   | 11"12      |                                          |
| 5     | 3        | Mouncef Bouja            | Marocco                     | 11"14      |                                          |
| 6     | 2        | Zac Shaw                 | Regno Unito                 | 11"15      | Q                                        |
| 7     | 2        | Kesley Teodoro           | Brasile                     | 11"16      |                                          |
| 8     | 1        | Marcos Vinícius          | Brasile                     | 11"61      |                                          |
| 9     | 2        | Abdul Razzag Abdul Samad | Maldive                     | 14"46      | Miglior prestazione personale stagionale |
| –     | 2        | Fernando Vázquez         | Argentina                   | dq         | fp                                       |
| 1     | 3        | Serkan Yıldırım          | Turchia                     | dq (10"89) | Q                                        |
| [ 3 ] |          |                          |                             |            |                                          |

### Finale
La finale si è corsa il 31 agosto 2024.
| Pos.    | Corsia | Nome              | Nazionalità | Tempo      | Note |
| ------- | ------ | ----------------- | ----------- | ---------- | ---- |
| Oro     | 3      | Noah Malone       | Stati Uniti | 10"71      |      |
| Argento | 1      | Joeferson Marinho | Brasile     | 10"84      |      |
| Bronzo  | 7      | Zac Shaw          | Regno Unito | 10"94      |      |
| –       | 5      | Serkan Yıldırım   | Turchia     | dq (10"70) |      |

## Squalifica di Yıldırım
Inizialmente a Serkan Yıldırım non è stato permesso di competere visto che la sua classificazione nella categoria T12 era sotto indagine dalla World Para Athletics precedentemente all'evento. Il 30 agosto 2024 un giudice della corte regionale di Bonn ha emesso un'ingiunzione al fine di permettere a Yıldırım di competere. Il 3 settembre 2024 tale ingiunzione è stata revocata su appello della World Para Athletics, portando alla sua squalifica.